# Arenal Eco Zoo
Arenal Eco Zoo is dierentuin in El Castillo in Costa Rica met een collectie die bestaat uit reptielen, amfibieën en geleedpotigen. 

## Beschrijving
Arenal Eco Zoo bevindt zich ten westen van Nacional Arenal aan de zuidoostzijde van het Lago de Arenal. De dierentuin werd in 2000 opgericht als El Serpentario Zoológico del Castillo. De collectie omvat groefkopadders, boa's, toornslangachtigen, leguaanachtigen, spitssnuitkrokodillen, boomkikkers, gifkikkers, insecten zoals de Herculeskever, schorpioenen en vogelspinnen. 